# 安德森鎮區 (北達科他州巴恩斯縣)
安德森鎮區（英語：Anderson Township）是位於美國北達科他州巴恩斯縣的一個鎮區。

## 地方資料
安德森鎮區的面積為93.64平方千米，當中陸地面積為92.74平方千米，而水域面積為0.90平方千米。根據2010年美國人口普查的數據，當地共有人口52人，而人口密度為每平方千米0.56人。